# Grzegorz z Cerchiary
Grzegorz z Cerchiary, znany też jako Grzegorz z Burtscheidu (zm. 999) – bazylianin, spowiednik cesarza Ottona III, święty Kościoła katolickiego.
Pochodził z zamożnej rodziny z Cerchiary we włoskiej Kalabrii. Wcześnie poczuł powołanie i wstąpił do wspólnoty klasztornej w pobliżu rodzinnej miejscowości, z czasem zostając jej przełożonym. Zdobył sobie sławę jako pobożny asceta i cudotwórca. Zgodnie z legendą w czasie najazdu arabskiego wyszedł naprzeciw najeźdźcom, zniósł wyszukane tortury jakim poddano go w celu zdobycia informacji o miejscu ukrycia skarbów klasztornych, a na końcu uzdrowił dwóch swoich oprawców.
W 982 roku poznał przebywającego wówczas w Italii cesarza Ottona II i jego małżonkę Teofano. Za namową władcy opuścił Cerchiarę i wraz z trzema towarzyszami udał się do Rzymu, gdzie na Wyspie Tyberyjskiej zbudował kapliczkę pod wezwaniem Zbawiciela. W nieznanym bliżej czasie na prośbę Teofano udał się do Niemiec, gdzie został spowiednikiem małoletniego cesarza Ottona III. W imieniu syna cesarzowa ufundowała dla niego klasztor w Burtscheid pod Akwizgranem. 
Św. Grzegorz zmarł pod koniec 999 roku. 